# VIEW UP TOMORROW
『VIEW UP TOMORROW』（ビュー・アップ・トゥモロー）は、2001年4月1日から2009年9月30日までTOKYO FMをキーステーションにてJFN系列全国ネットで放送されていたラジオ番組。
当初はトヨタ自動車とトヨタの販売店がスポンサーだったため、タイトルも『TOYOTA VIEW UP TOMORROW』だったが、トヨタ自動車の経済的不況により、2009年3月31日をもってスポンサーから撤退した。スポンサー自体の後番組は土曜10:30に放送している『LIFE - LOVE CiRCLE』に移行した。ただし、提供・CM自体はカローラ店のみ。

## 放送時間
7:20 - 7:27 （月曜 - 金曜）

## 内容
毎日最新のトレンド情報と、出勤前・登校前・家事に役立つ最新の情報を届ける。

## 備考
- 朝のワイド番組の1コーナーとして内包されていた。
  - 2001年4月1日 - 2004年9月30日：「MORNING FREEWAY」
  - 2004年10月1日 - 2006年3月31日：「6Sense」
  - 2006年4月1日 - 2006年9月30日：「Eyes on Japan」
  - 2006年10月1日 - 2008年3月31日：「SKY」
  - 2008年4月1日 - 2009年9月30日：「クロノス」
- 番組には前身となるのもあった。
  - 1986年ごろ：『ジャスト・イン・ザ・モーニング』当初は文藝春秋の提供だったが1984年10月か1985年4月に降板、代わって1985年10月か1986年4月にトヨタに交代、それまで土曜23:00 - 23:55に放送していた「トヨタ・ミュージック・スコープ」からの移行に当たる。
  - 1995年4月 - 2001年3月まで：『TOYOTA 何でもカウントダウン』（のちに『TOYOTA カウントダウン・ボックス』に番組名変更）。1986年〜2000年3月まで7時10分からの20分間の放送だった。
  - 1995年3月までは『TOYOTA ビッグバン・グローバル』という番組名だった。その前には7:10-30に『トヨタ・ジャスト・イン・ザ・モーニング』という番組があった。
- CMは各局が独自で流している（後述）。

## 各局のCM放送状況（トヨタ提供当時）
基本的にトヨタとトヨタの販売店のCMは、オープニング後、エンディング前、エンディング後に流れていた（どのCM枠も20秒2コマ）。トヨタのCMも一日20秒2コマ流れる。
| 放送局       | オープニング後                                                                       | エンディング前                                         | エンディング後                               |
| ------------ | ------------------------------------------------------------------------------------ | ------------------------------------------------------ | -------------------------------------------- |
| AIR-G'       | 札幌トヨペット、トヨタカローラ札幌                                                   | トヨタ（20秒2コマ）                                    | なし（以降7:30まで140秒のローカルCM）        |
| FMとやま     | 富山トヨタ、トヨタ                                                                   | トヨタ、AC                                             | なし（以降7:30まで140秒のローカルCM）        |
| HELLO FIVE   | ネッツ石川、トヨタ                                                                   | トヨタ、番組宣伝あるいはライブの宣伝                   | なし（以降ジングルなしで7:30までローカルCM） |
| FM福井       | 福井トヨタ、福井トヨペット（ネッツ福井）                                             | 福井トヨタ、ネッツ福井（福井トヨペット）               | トヨタ（20秒2コマ）                          |
| FM OSAKA     | トヨタ、大阪トヨタ                                                                   | トヨタ、『Hello!』（月-木）、『ピカキン!』（金）の番宣 | なし（以降ジングルが流れ、ローカルCM）       |
| Kiss-FM KOBE | 兵庫トヨタ、ネッツトヨタゾナ神戸                                                     | トヨタカローラ兵庫、トヨタ                             | トヨタ、神戸トヨペット                       |
| HFM          | 広島トヨペット、カローラ広島                                                         | 広島トヨタ、ネッツ広島                                 | トヨタ（20秒2コマ）                          |
| FM香川       | トヨタ、AC                                                                           | トヨタ、AC                                             | なし（以降ローカルCM）                       |
| FM沖縄       | トヨタ、沖縄トヨタ、沖縄トヨペット、トヨタカローラ沖縄、ネッツトヨタ沖縄（日替わり） | トヨタ、沖縄タイムス                                   | なし（以降ローカルCM）                       |

- FM OSAKAでは、2007年12月までオープニング後にアースコンシャス関連のCMが流れた。
- Kiss-FM KOBEについては、CMが流れる順番が変わることがある。